# ليونارد إدوارد ماسون
ليونارد إدوارد ماسون (بالإنجليزية: Leonard Edward Mason)‏ هو عالم إنسان أمريكي، ولد في 1913، وتوفي في 8 أكتوبر 2005.